# مالوری ولته
مالوری ولته (به انگلیسی: Mallory Velte،  متولد ۴ مارس ۱۹۹۵) کشتی‌گیر آزادکار اهل آمریکا است.
از افتخارات وی می‌توان به کسب دو مدال برنز در مسابقات قهرمانی کشتی جهان ۲۰۱۸ و مسابقات قهرمانی کشتی جهان ۲۰۲۲ اشاره کرد.